# 어콰이어

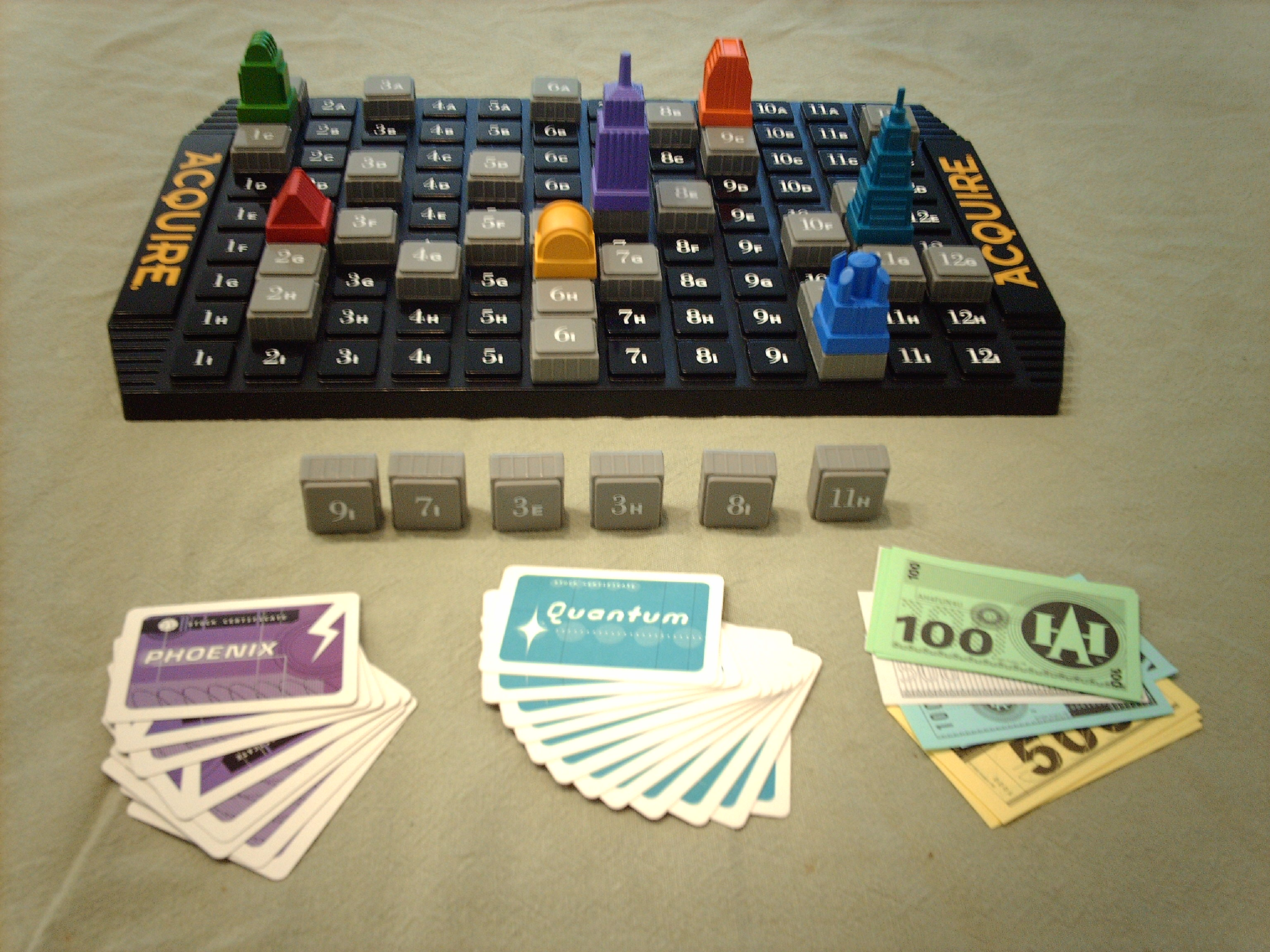

어콰이어(Acquire)는 1964년 3M이 출시한 멀티플레이어 인수합병 관련 보드게임이다. 1960년대에 출시된 3M 북셸프(Bookshelf) 게임 시리즈에서 가장 인기 있는 게임 중 하나였으며, 여전히 미국에서 출시된 유일한 게임이다.

## 설명
어콰이어는 플레이어가 호텔 체인을 개발하고 합병하여 가장 많은 돈을 벌려고 시도하는 2~6명의 플레이어를 위한 보드 게임이다. 플레이어가 주식을 소유한 체인이 더 큰 체인에 의해 인수되면 플레이어는 획득한 체인의 규모에 따라 돈을 벌게 된다. 게임이 끝나면 모든 플레이어는 자신의 주식을 청산하여 가장 많은 돈을 가진 플레이어를 결정한다. 보드에 배치된 호텔을 나타내는 타일, 플레이 머니, 주권, 타일을 가지고 플레이한다. 게임의 구성 요소는 수년에 걸쳐 다양해졌다. 특히 게임의 다양한 버전에서 타일은 목재, 플라스틱, 판지로 만들어졌다.

### 설정
플레이가 시작되기 전에 플레이어는 자신의 주식 수가 공개 정보인지 비공개 정보인지 결정해야 한다. 이 정보를 비공개로 유지하면 플레이어가 자신의 상태를 덜 확신하게 되어 게임을 끝내려는 의지가 약해지기 때문에 게임을 크게 확장할 수 있다.
각 플레이어는 플레이 캐시와 작은 무작위 플레이 타일 세트를 받고 호텔을 나타내는 타일을 보드에 그려 배치함으로써 초기 호텔 체인의 창립자가 된다. 타일은 순서가 지정되어 있으며 보드의 공간에 해당한다. 시작 타일의 위치에 따라 플레이 순서가 결정된다.

### 게임 플레이
플레이는 보드에 타일을 배치하고 선택적으로 주식을 구매하는 것으로 구성된다. 배치된 타일은 새로운 호텔 체인을 찾거나 기존 호텔 체인을 확장하거나 두 개 이상의 체인을 병합할 수 있다. 체인은 가장자리 방향으로 인접한 타일 세트이다. 창립자는 새로운 체인의 주식을 받는다. 체인은 지정된 크기에 도달함으로써 "안전"해지고 획득에 면역이 될 수 있다. 타일을 배치한 후 플레이어는 기존 체인에서 제한된 수의 주식을 구입할 수 있다. 주식은 호텔 체인의 규모와 위상에 따라 시장 가치가 결정된다. 자신의 차례가 끝나면 플레이어는 플레이한 타일을 대체할 새 타일을 받는다.
합병이 발생하면 더 작은 체인은 소멸되고 해당 타일은 인수 체인의 일부가 된다. 인수된 체인의 최대 주주 두 명은 현금 보너스를 받는다. 플레이어는 사라진 체인의 주식을 팔거나, 획득 체인의 주식으로 교환하거나, 유지할 수 있다. 3개 이상의 체인 간의 합병은 큰 것부터 작은 것 순으로 처리된다.

### 게임 끝내기
플레이어는 자신의 차례 동안 가장 큰 체인이 지정된 크기(보드의 약 40%)를 초과하거나 보드의 모든 체인이 너무 커서 획득할 수 없는 경우 게임 종료를 선언할 수 있다. 게임이 끝나면 주주 보너스가 각 체인의 최대 주주 2명에게 지급되고 플레이어는 자신의 주식을 시장 가격으로 현금화한다(폐기된 체인의 주식은 가치가 없습니다). 가장 많은 돈을 가진 플레이어가 승리한다.

## 출시 이력
시드 색슨(Sid Sackson)은 어렸을 때 로또(Lotto)라는 타이틀의 밀튼 브래들리(Milton Bradley) 도박 테마 보드 게임을 했다. 게임 디자이너가 되었을 때 색슨은 게임을 로또 워(Lotto War)라고 부르는 전쟁 게임으로 재작업했다. 1962년에 색슨과 알렉스 란돌프(Alex Randolph)는 3M으로부터 새로운 게임 사업부를 시작하라는 의뢰를 받았다. 색슨은 이듬해 로또 워를 3M에 제출했을 때 게임 제목을 베케이션(Vacation)으로 변경했다. 3M은 이름을 어콰이어로 변경할 것을 제안했고 색슨은 이에 동의했다. 이 게임은 1963년 미국 여러 도시에서 테스트 마케팅되었으며 1964년 3M 북셸프 게임 시리즈의 일부로 생산이 시작되었다.
1976년에 3M 게임 사업부는 아발론 힐(Avalon Hill)에 매각되었고 어콰이어는 북셸프 게임 시리즈의 일부가 되었다. 4년 후 아발론 힐은 PET, 애플 II 및 TRS-80용 컴퓨터 게임 컴퓨터 어콰이어(Computer Acquire)를 출시했다.
1998년에 아발론 힐은 하스브로(Hasbro)의 일부가 되었다. 새로운 소유자는 2000년에 어콰이어의 약간 수정된 버전을 출시했다. 이 버전에서는 호텔 체인이 가상의 기업으로 대체되었지만 실제 게임 플레이는 변경되지 않았다. 하스브로는 곧 서비스를 중단했다. 2000년대 중반에 게임은 하스브로의 자회사인 WotC(Wizards of the Coast)로 이전되었다. 2008년 WotC는 어콰이어의 새 버전을 출시하여 "아발론 힐 게임스 50주년"을 기념했지만 게임은 아직 50주년이 되지 않았다. 2016년에 이 게임은 하스브로 게임 부문으로 다시 이전되었으며 2016년에 아발론 레이블로 다시 출시되었으며 호텔 체인이 복원되었다.